# Slivenec
Slivenec (německy Sliwenetz) je městská čtvrť a katastrální území Prahy. Je zde evidováno 51 ulic, 970 adres a žijí zde asi 3 tisíce obyvatel. Je jádrem samosprávné městské části Praha-Slivenec, ke které patří ještě Holyně.
Již od středověku se nedaleko těží růžový vápenec zvaný slivenecký mramor. V centru Slivence se kolem náměstíčka nachází kostel Všech svatých a Křižovnický dvůr. 

## Historie

### Prehistorie
Nejstaršími archeologické nálezy ve Slivenci jsou paleolitické pazourky, kostrový hrob šňůrové keramiky z pozdní doby kamenné či úlomky keramiky knovízské kultury. Z hradištní kultury pocházejí záušnice, kostrový hrob a nádobka ze slovanského hrobu.

### Středověk
V roce 1253 získali Slivenec křižovníci s červenou hvězdou, a to darem od krále Václava I. V roce 1257 Přemysl Otakar II. stvrdil kostel ve Slivenci špitálu svatého Františka. V roce 1361 Křížovníci koupili nedaleký mlýn na Vrutickém potoce. Od 14. století zde začali křížovníci budovat lomy na červený mramor, který byl využit na stavbu mnoha pražských kostelů a paláců. Za husitských válek byl Slivenec křižovníkům konfiskován, ale v první pol. 16. století se opět objevuje v jejich záznamech.

### Novověk a moderní dějiny
Dle Tereziánského katastru čítá Slivenec k roku 1714 osmnáct usedlostí. Ve třetí čtvrtině 17 století zde vybudovali křížovníci velkostatek. Za první světové války byli i ze Slivence odvedeni rekruti. Na památku těch, kteří padli, byl ve postaven pomníček, který se nachází na návsi v blízkosti školy. Po vzniku Československa probíhala za první republiky elektrifikace obce. Za druhé světové války několikrát vysílala ze Slivence ilegální radiostanice Sparta I, a to z domku Jiřího Pilmajera, člena jinonické odbojová skupiny organizace Ústředního vedení odboje domácího (ÚVOD). Koncem války prošla Slivencem německá armáda a na obec útočily jednotky SS, které byly nakonec vytlačeny vlasovci. Válečný hrob s ostatky padlých vojáků ruské osvobozenecké armády se dodnes nachází na sliveneckém hřbitově.
V roce 1947 byl velkostatek křižovníků znárodněn a změněn na státní statek. V roce 1958 byla část katastrálního území Slivence sloučena s Radotínem, a to kvůli výstavbě cementárny. 1. července 1974 byl Slivenec společně s Holyní připojen k hlavnímu městu Praze. V roce 1983 byla část Slivence nazývaná Pražská čtvrť či Nový Slivenec zahrnující kolonii rodinných domů a přilehlé pozemky připojena k Hlubočepům.

## Současnost
Bývalý statek JZD byl v roce 2014 stržen. Na území místní části se stavějí i nové domy. V roce 2015 prošla náves celkovou rekonstrukcí. V posledních letech proběhla plynofikace celé obce a dokončuje se také kanalizace. Každé 3 měsíce vychází časopis městské části Slivenecký mramor.
V roce 2018 byl otevřen domov pro seniory SeneCura SeniorCentrum v ulici Ke Smíchovu. V září roku 2019 byl otevřen Park Granátová - o dva roky později se umístil na 3. místě v soutěži Park roku. V roce 2024 byla v ulici Ke Smíchovu dokončena výstavba bytového domu s 20 byty pro sociální bydlení, jehož těsné blízkosti v současnosti (březen 2025) vzniká polyfunkční dům pro společenské a kulturní účely. Jeho součástí bude rovněž multifunkční sál a knihovna. Od konce roku 2024 se obnovuje a rozšiřuje slivenecká naučná stezka, postupně jsou instalovány nové panely s aktualizovanými texty. Po dokončení bude mít celkem 23 zastavení.

## Obyvatelstvo
| Rok            | 1869 | 1880 | 1890 | 1900 | 1910 | 1921 | 1930  | 1950  | 1961  | 1970  | 1980  | 1991  | 2001  | 2011  | 2021  |
| -------------- | ---- | ---- | ---- | ---- | ---- | ---- | ----- | ----- | ----- | ----- | ----- | ----- | ----- | ----- | ----- |
| Počet obyvatel | 550  | 640  | 830  | 886  | 848  | 837  | 1 334 | 1 758 | 1 804 | 1 810 | 1 840 | 1 542 | 1 659 | 2 655 | 3 536 |
| Počet domů     | 52   | 58   | 63   | 67   | 80   | 72   | 165   | 444   | 543   | 457   | 510   | 521   | 589   | 841   | 1 051 |

## Doprava
Mezi Slivencem a Holyní prochází páteřní výpadovka, ulice K Barrandovu, která je radiálním napaječem Pražského okruhu. Přímo přes Slivenec vede stará silnice od Barrandova do Lochkova a Radotína, z  níž ve Slivenci a v Lochkově odbočují silnice do Velké Chuchle. Na sever vede ze Slivence silnice do Holyně, na severozápad do Ořecha.

### Autobusy MHD
Do Slivence po léta jezdily městské autobusové linky 246, 247 a 248 ze Smíchova. Od 2. září 2006 byla od Stodůlek a Řeporyj přes Slivenec na Barrandov prodloužena v pracovních dnech linka 230, čímž vytvořila zcela nové spojení MHD, později byl provoz v tomto úseku omezen jen na dopravní špičky. V rámci rozsáhlých změn 1. září 2012 byly dosavadní linky 246 a 247 nahrazeny prodloužením linky 120, která jezdí nyní ze Smíchova (Na Knížecí) do Lochkova, část spojů jezdí až do Radotína. Linka 248, která jezdila přes Slivenec do Holyně, byla nahrazena změněnou linkou 230, která začala zajíždět místo linky 248 do Holyně a místo linky 120 do Klukovic a na barrandovské straně byla prodloužena z Chaplinova náměstí k filmovým ateliérům. V roce 2016 došlo k rozdělení linky 230 na dvě samostatné linky 130 a 230: od 28. srpna 2016 byla zavedena nová autobusová linka 130 z Chaplinova náměstí přes Slivenec do Zličína a původní linka 230 se zkrátila. Linka 230 byla v prosinci 2023 zrušena a od 16. prosince 2023 ji nahradila linka 104 z Klukovic přes Holyni a Slivenec do Velké Chuchle (Na Hvězdárně). Noční autobusové spojení zajišťuje linka 951.

### Tramvaje
Dne 13. října 2023 sem byla v úseku Holyně – Slivenec prodloužená tramvajová trať ze sídliště Barrandov. Do Slivence zajíždějí denní linky číslo 4 a 5 a noční linka číslo 94.

## Pamětihodnosti

### Kostel Všech svatých

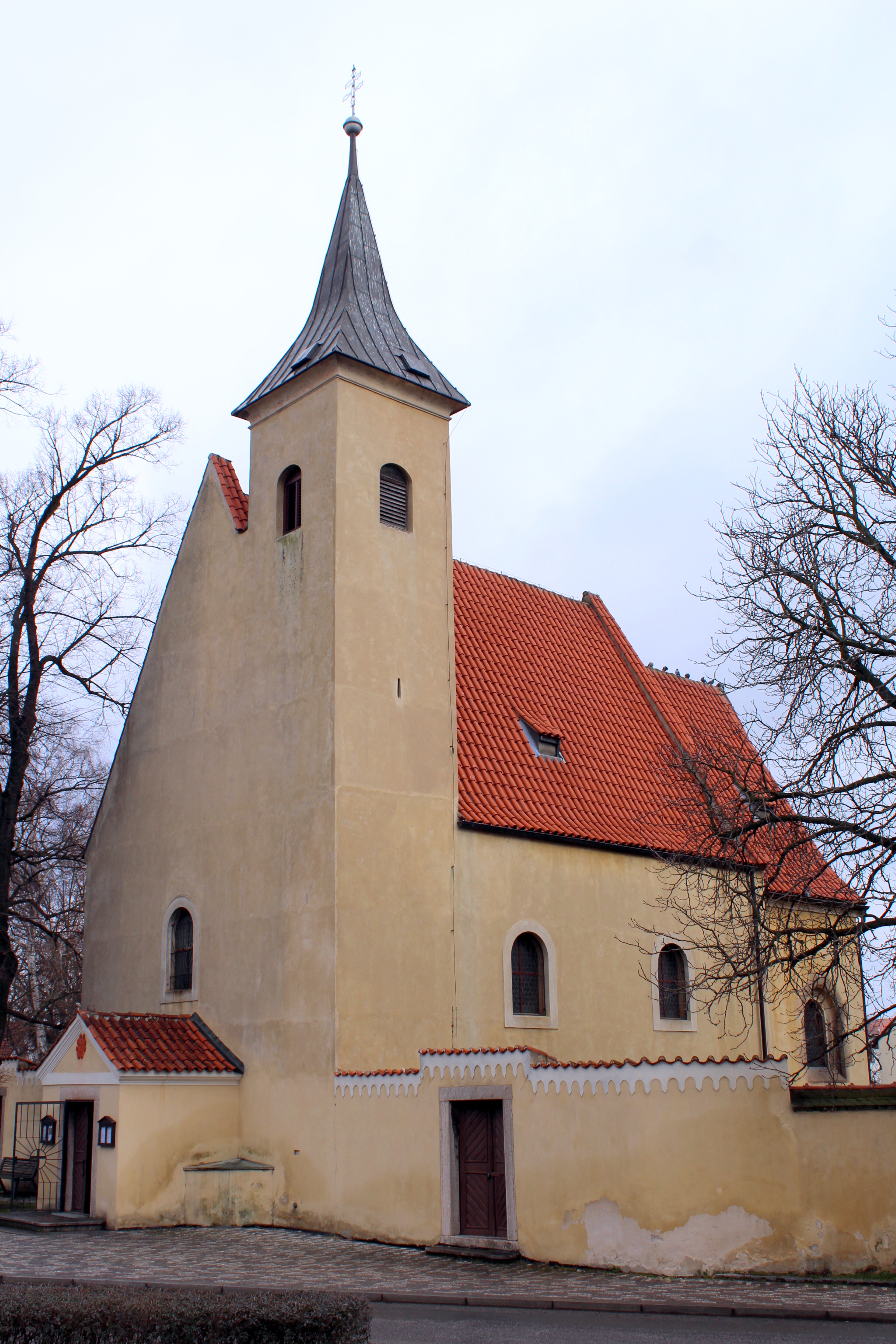
Kostel Všech svatých ve Slivenci

Slivenecký kostel Všech svatých je raně gotická stavba z konce 13. století s přistavěnou předsíní z roku 1693. V roce 1886 byla vestavěna kruchta a roku 1901 byl kostel opraven podle návrhu A. Barvitia. Na obdélnou loď s věží navazuje trojboce zakončený presbytář s žebrovou křížovou klenbou. V presbytáři se zachovalo prosté gotické sedile a sanktuárium. V lodi jsou lomená okna s kopiemi původních vitráží ze 14. století (originály jsou v Uměleckoprůmyslovém muzeu); v českých zemích jsou téměř unikátní.

### Křižovnický dvůr

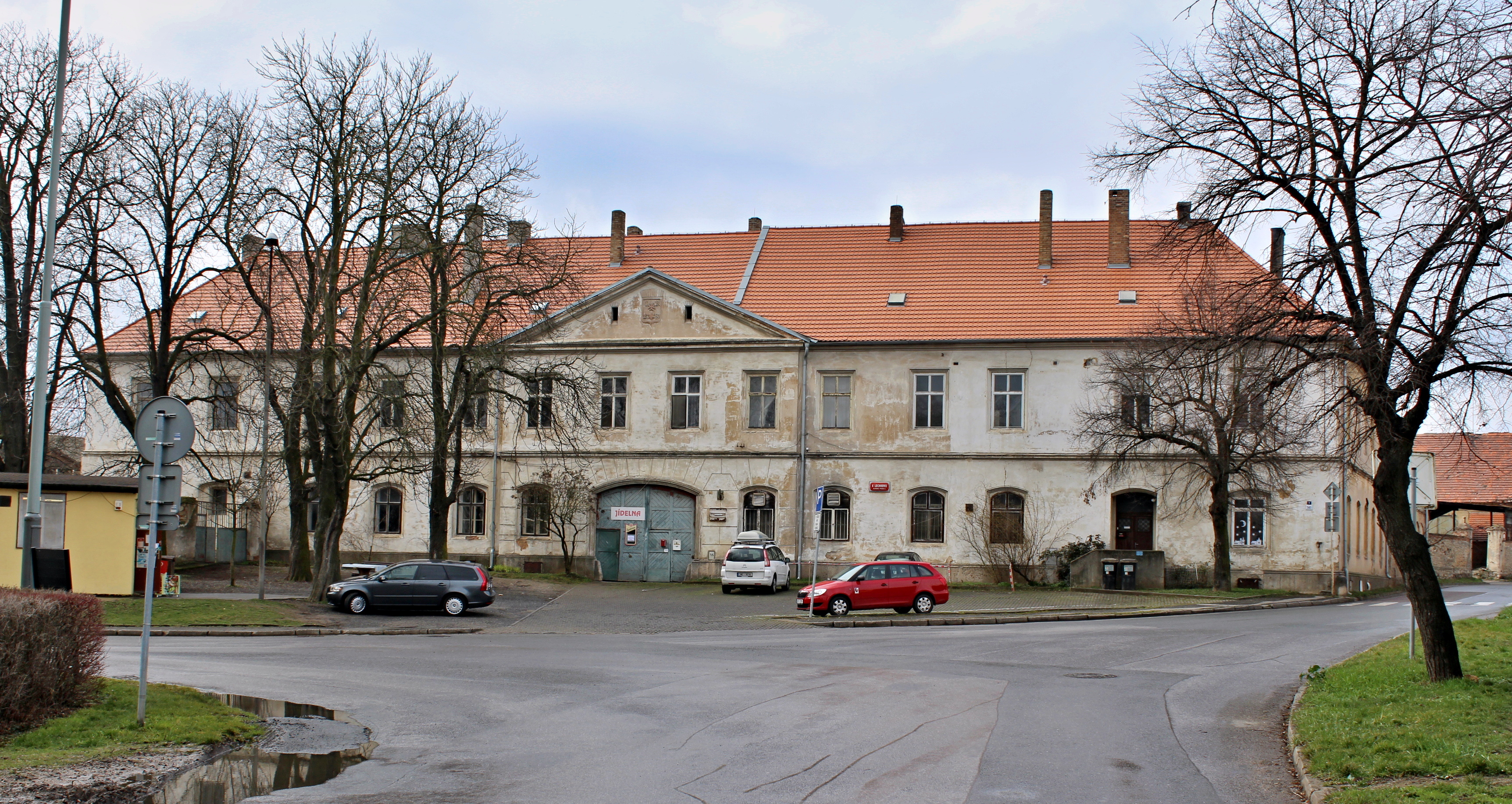
Křižovnický dvůr ve Slivenci

Ves Slivenec věnoval král Václav I. listinou ze 6. dubna 1253 řádu křižovníků s červenou hvězdou, s čímž byla spojena povinnost řádu pečovat o opravy Juditina mostu. Bývalý majetek křižovnického řádu zablokovaný pro restituce tvoří 7 % rozlohy městské části Praha-Slivenec, dalšími 3 hektary přesahuje do městské části Praha 5. Je ve správě Pozemkového fondu, většinou jde o ornou půdu. Zemědělský dvůr užíval za socialismu státní statek, poté ho měla od Pozemkového fondu pronajatý soukromá zemědělská firma Pražská agrární společnost s.r.o. Dvůr chátrá, správce ani nájemce do něj dlouhodobě neinvestovali, teprve po medializaci tohoto stavu starostkou začal Pozemkový fond vyměňovat střechu, aniž by vyměnil zpuchřelé trámy. Městská část dlouhodobě usilovala o navrácení zdejšího majetku řádu křižovníků. Objekt je z větší části nevyužíván, část slouží k bydlení, část jako veřejná jídelna. V červenci 2015 byl statek spolu s pozemky vrácen řádu Křižovníků s červenou hvězdou, který jej pomalu opravuje. V roce 2024 proběhla rozsáhlá rekonstrukce fasády.

## Těžba kamene
V lomu nad samotou Cikánka se těží vápenec různých červených odstínů, tzv. slivenecký mramor. Nejstarší známou dochovanou pražskou památkou z červeného mramoru, pravděpodobně sliveneckého, jsou některé desky na hrobech 14 biskupů v chóru chrámu svatého Víta, které nechal v roce 1374 položit Beneš Krabice z Veitmile, a pravděpodobně ze Slivence pochází i mramor řady dalších náhrobků ze 14. a 15. století, například svatojiřské abatyše v křížové chodbě Svatojiřského kláštera na Pražském hradě. V 16. století a v období renesance se stal hojně a všestranně využívaným a žádaným kamenem, největším objektem byla Krocínova kašna v Praze na Staroměstském náměstí o výše 6 metrů a stejném průměru.
Nejstarší písemná zmínka o těžbě mramoru ve Slivenci je z roku 1515. Křižovníci své lomy pronajímali různým kameníkům a firmám. 23. října 1923 křižovníci lom prodali firmě Spojené pražské továrny na stavivo, a.s., které jej měla v nájmu již od roku 1895 (původně pod jménem Barta & Tichý). Roku 1946 byl lom znárodněn, poté privatizován. Na místě historického lomu se nachází přírodní památka Cikánka II.

## Zajímavosti
Na fotbalovém hřišti ve Slivenci se točilo utkání ve fotbale v Kameňáku. V areálu Křižovnického dvora se točil film Utrpení mladého Boháčka. V části zvané "Habeš" se točily scény z filmu Obecná škola, byla zde postavena celá budova školy podle vzoru školy na Bohdalci.

## Fotogalerie

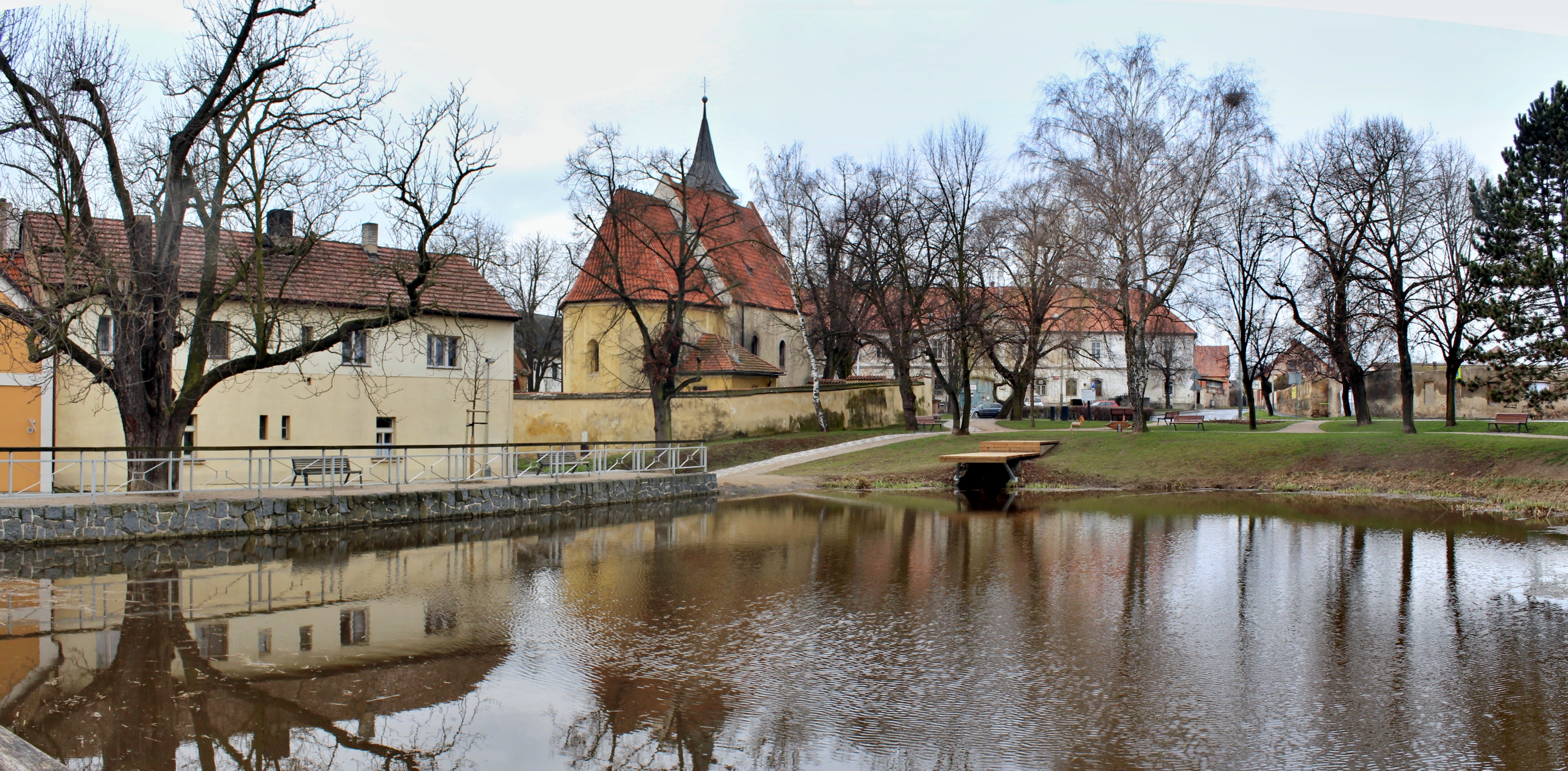
Náves s kostelem
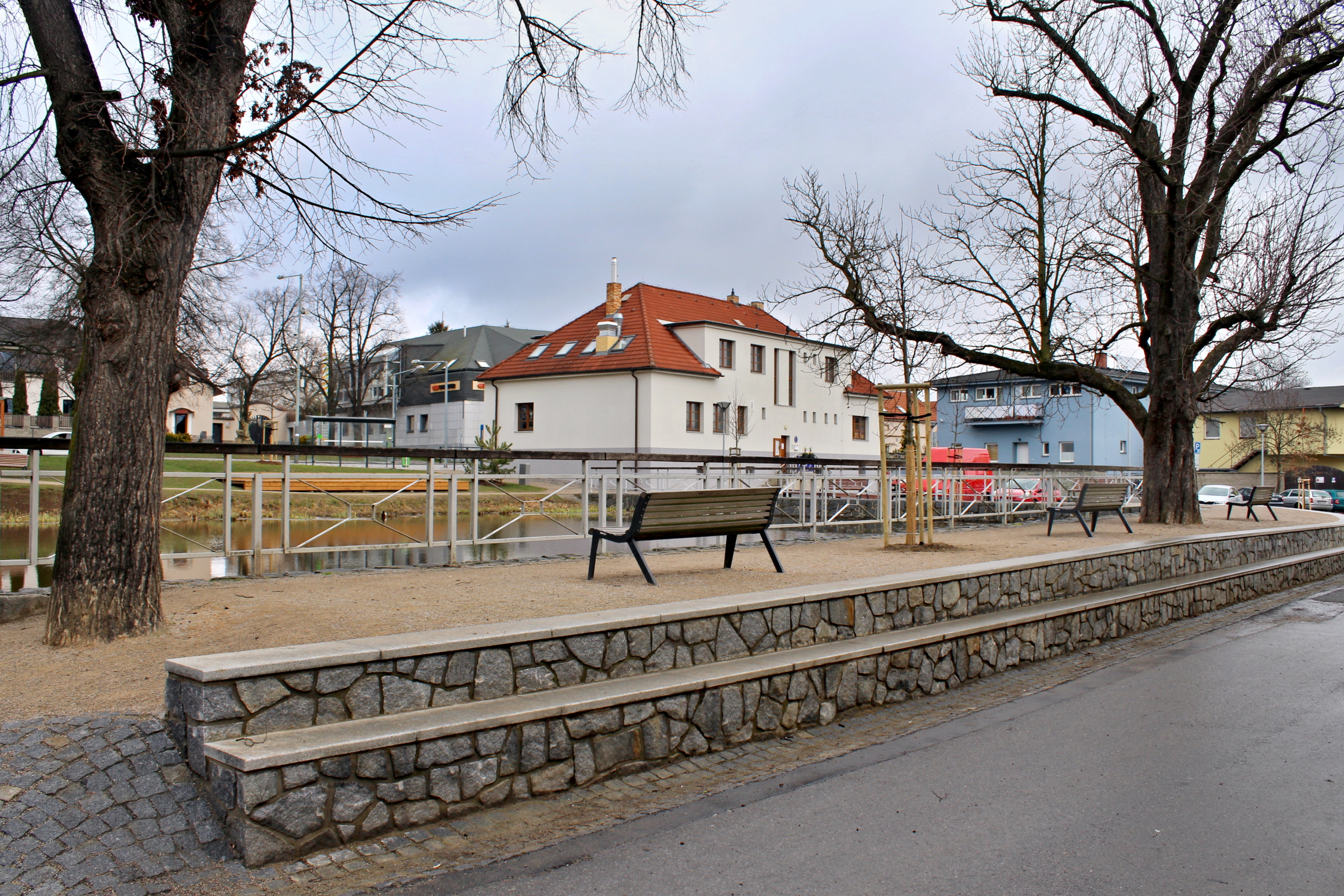
Náves s rybníkem
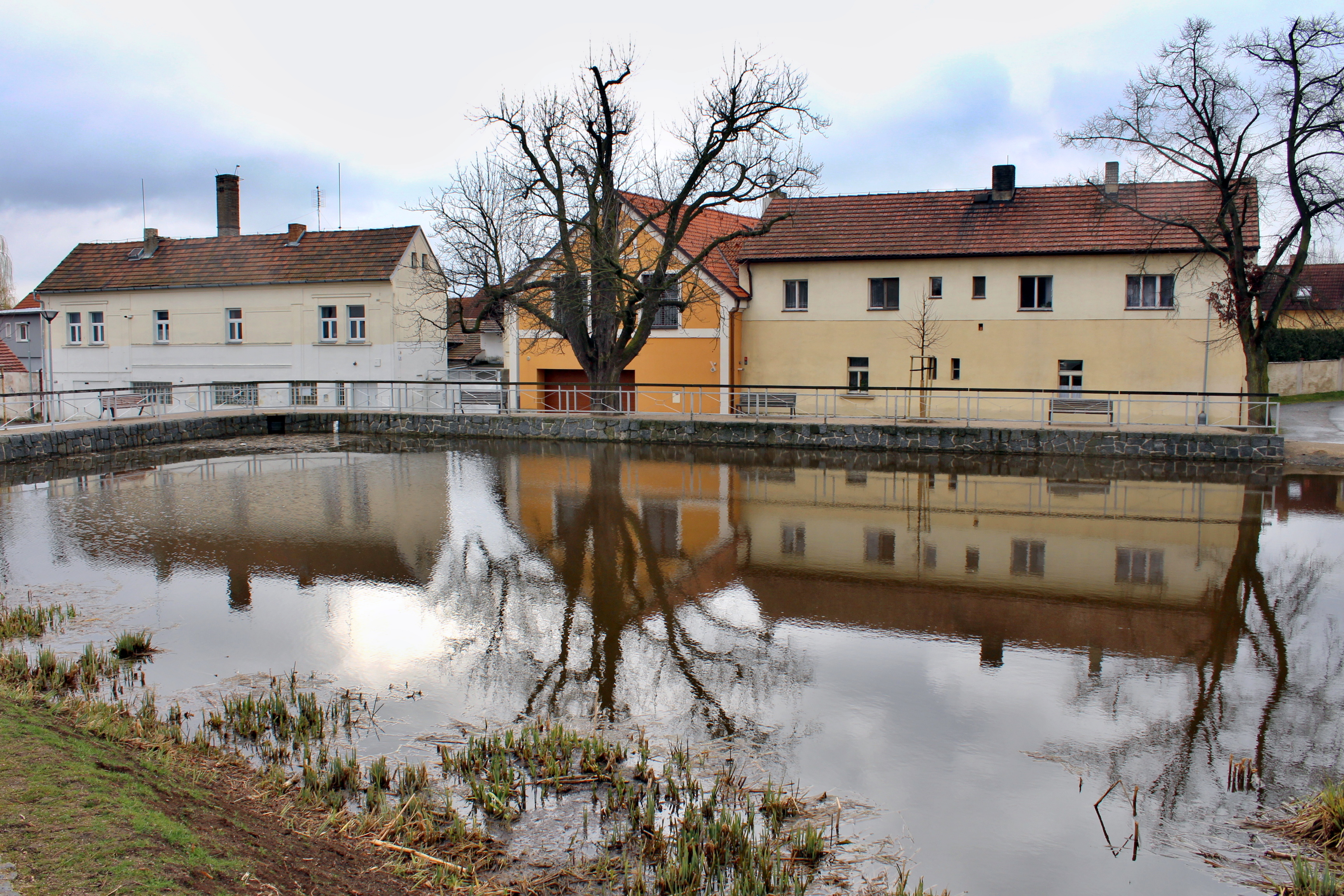
Náves s domy u rybníka
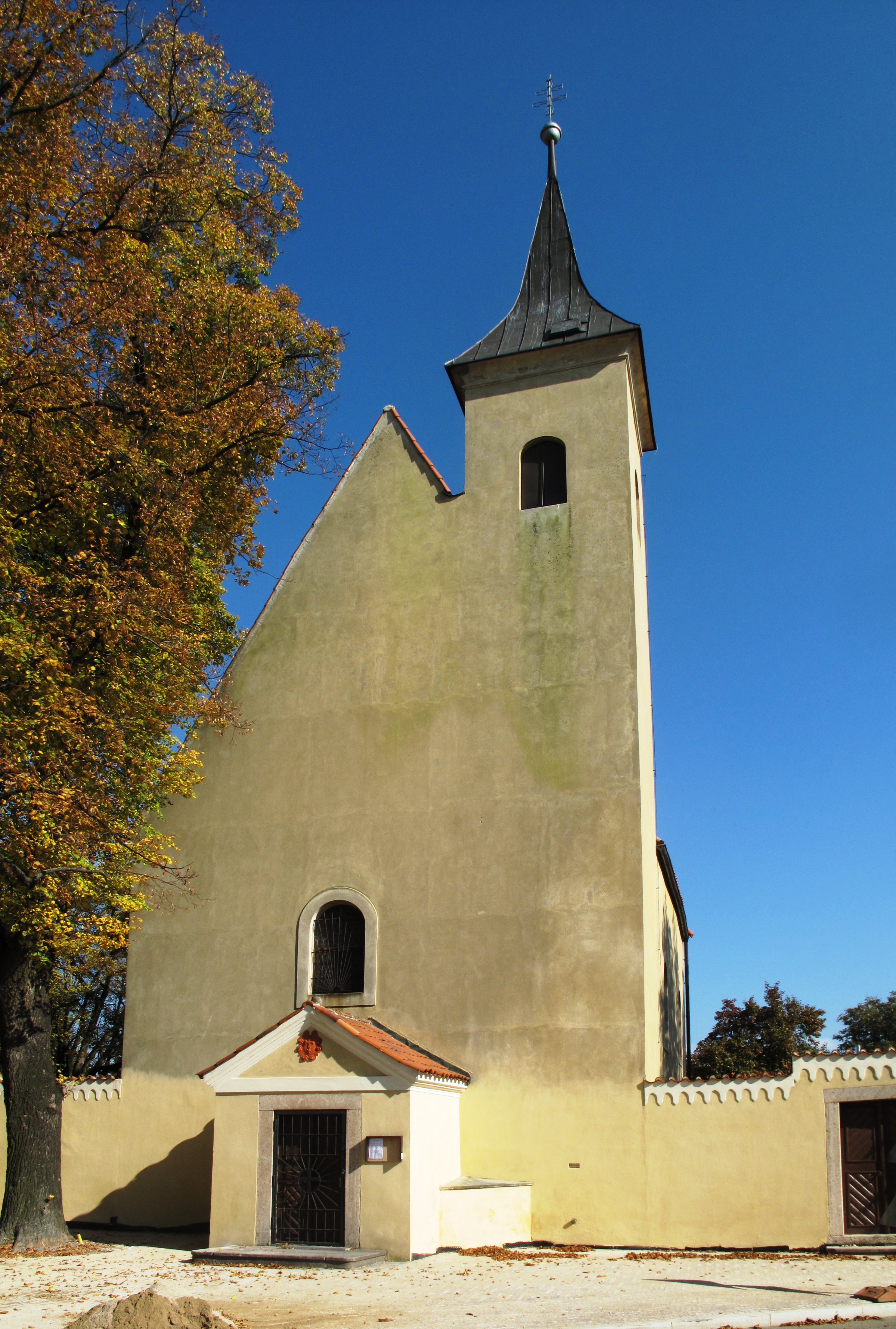
Kostel Všech svatých
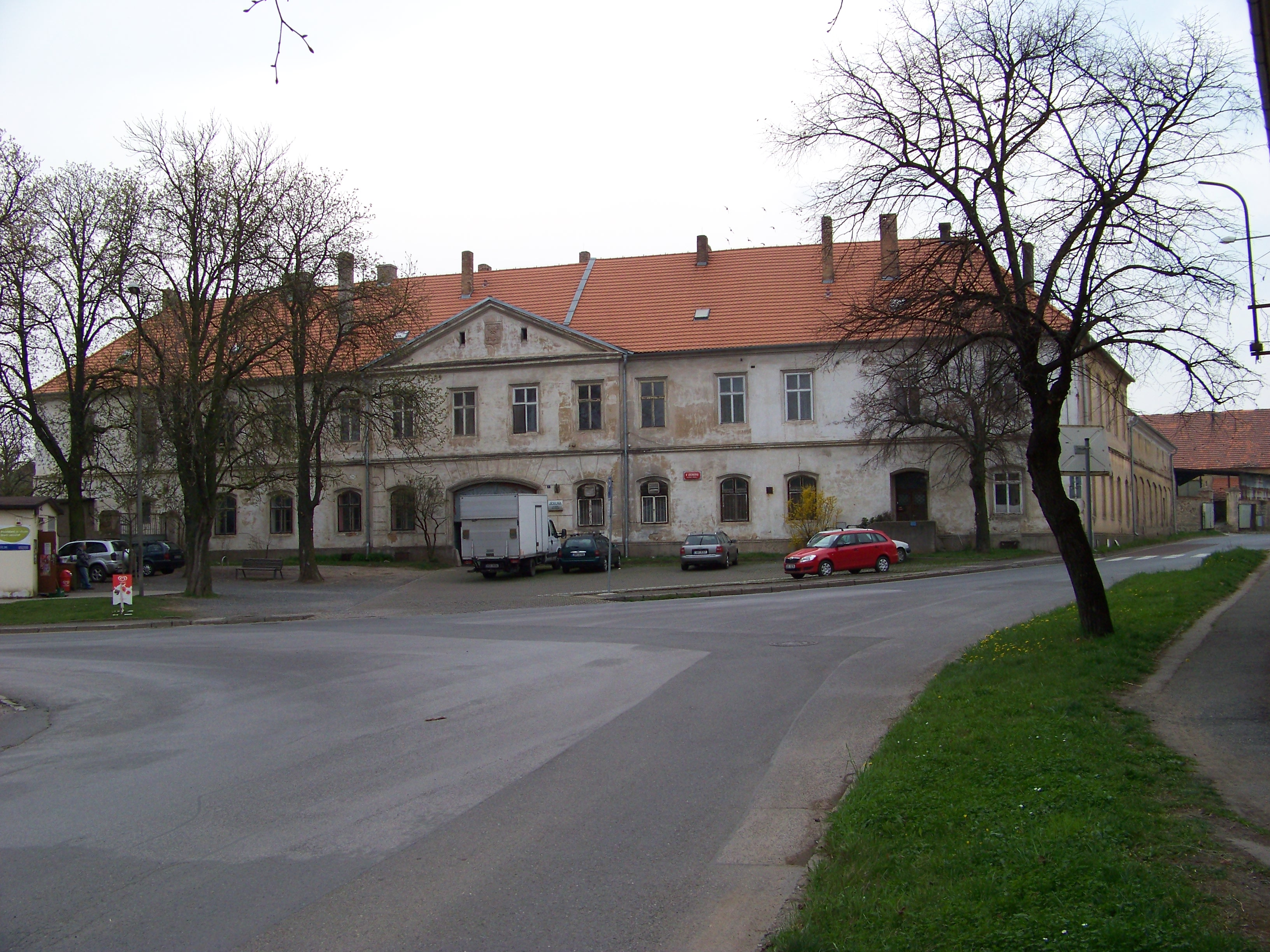
Křižovnický dvůr (2014)
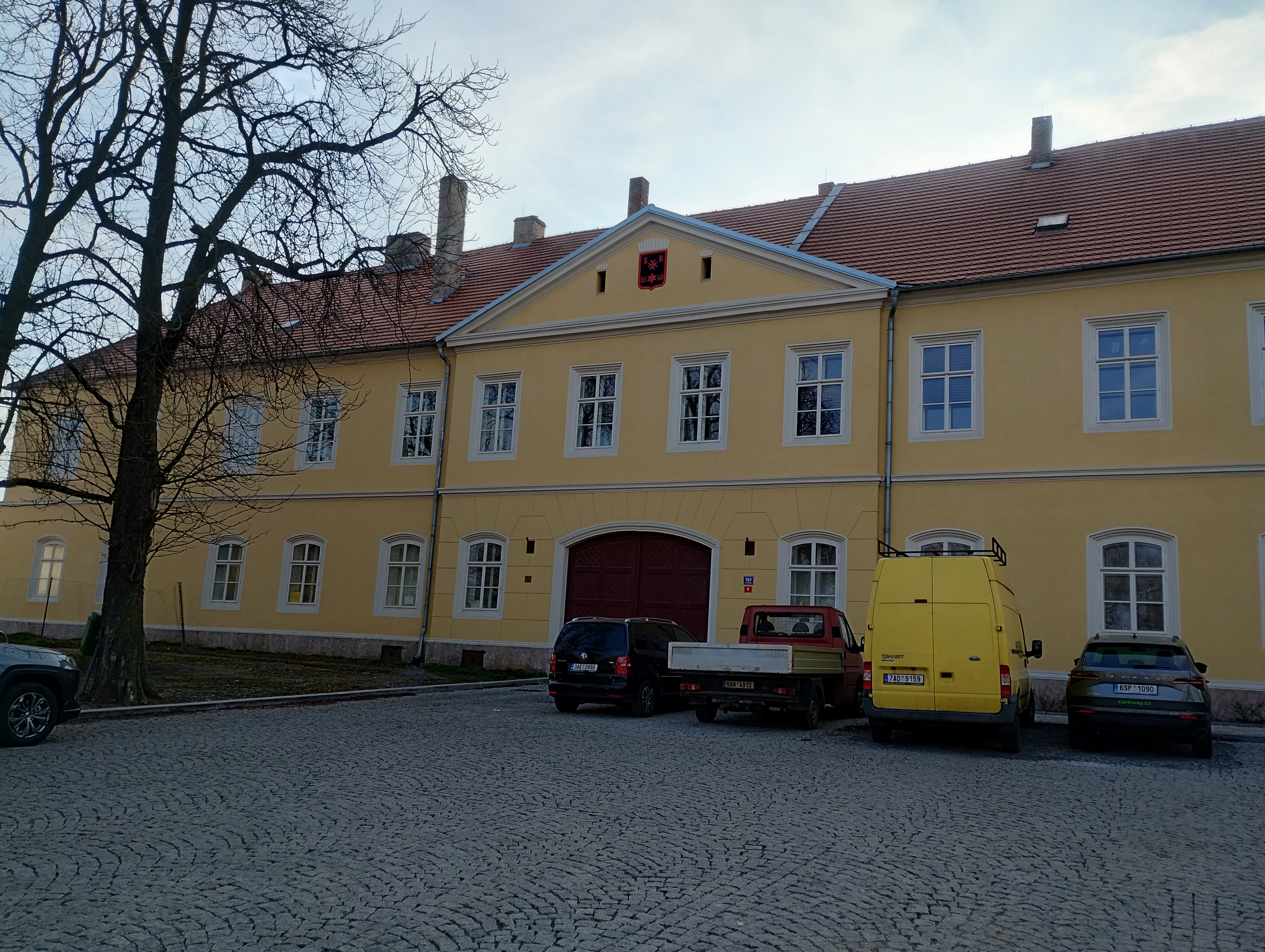
Křižovnický dvůr po rekonstrukci fasády (2025)
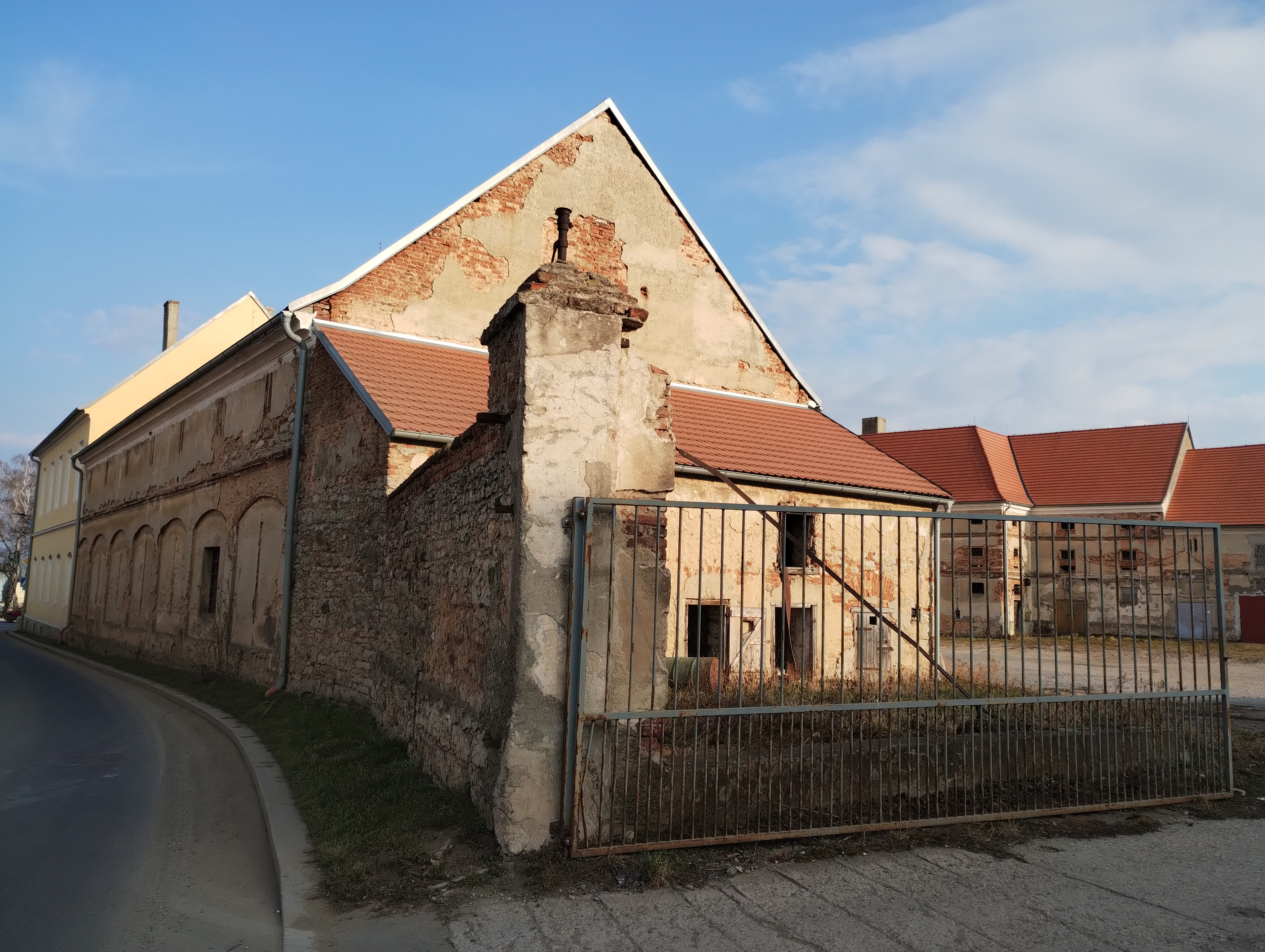
Křižovnický dvůr, pohled z ulice Ke Smíchovu (2025)
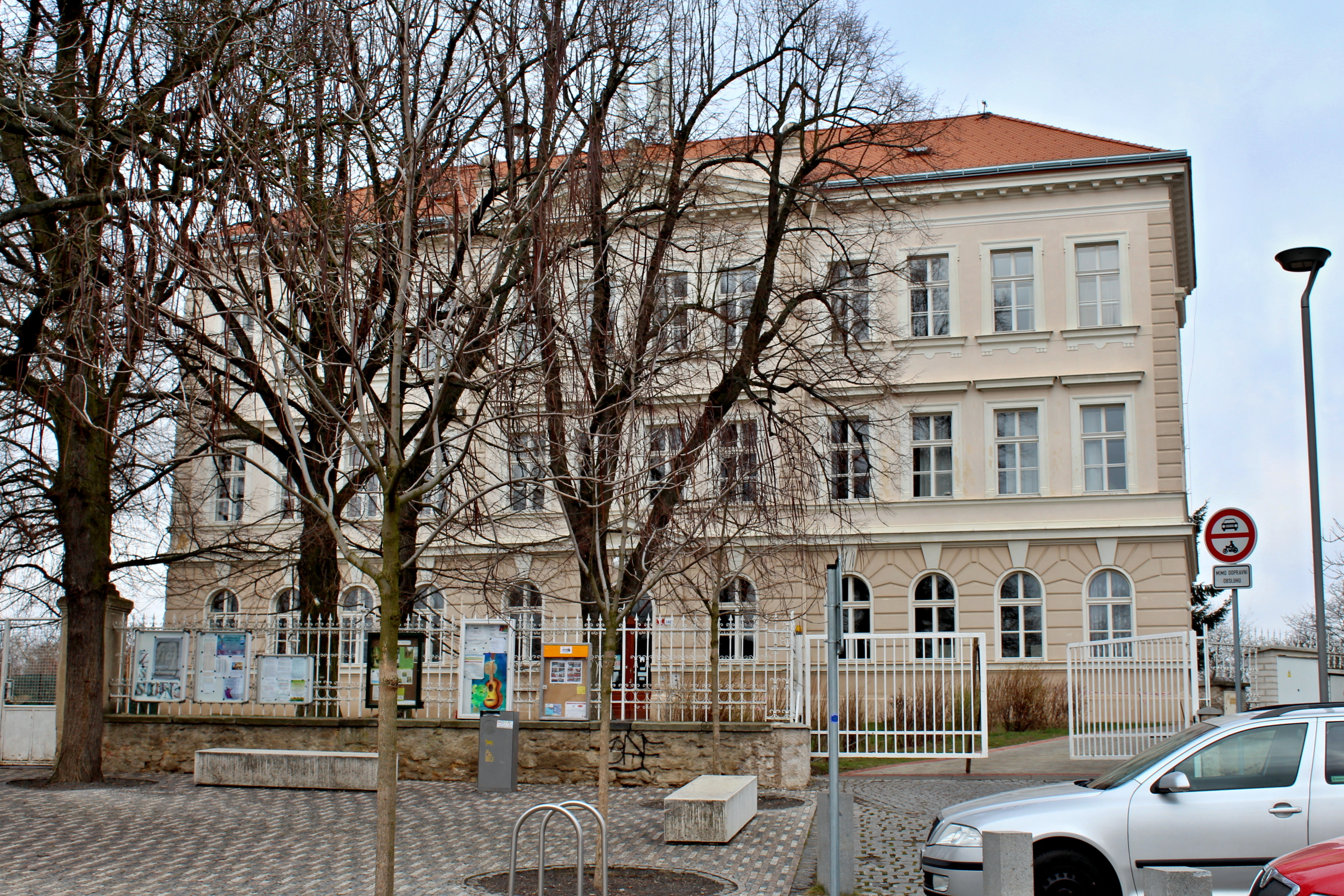
Budova základní a mateřské školy ve Slivenci
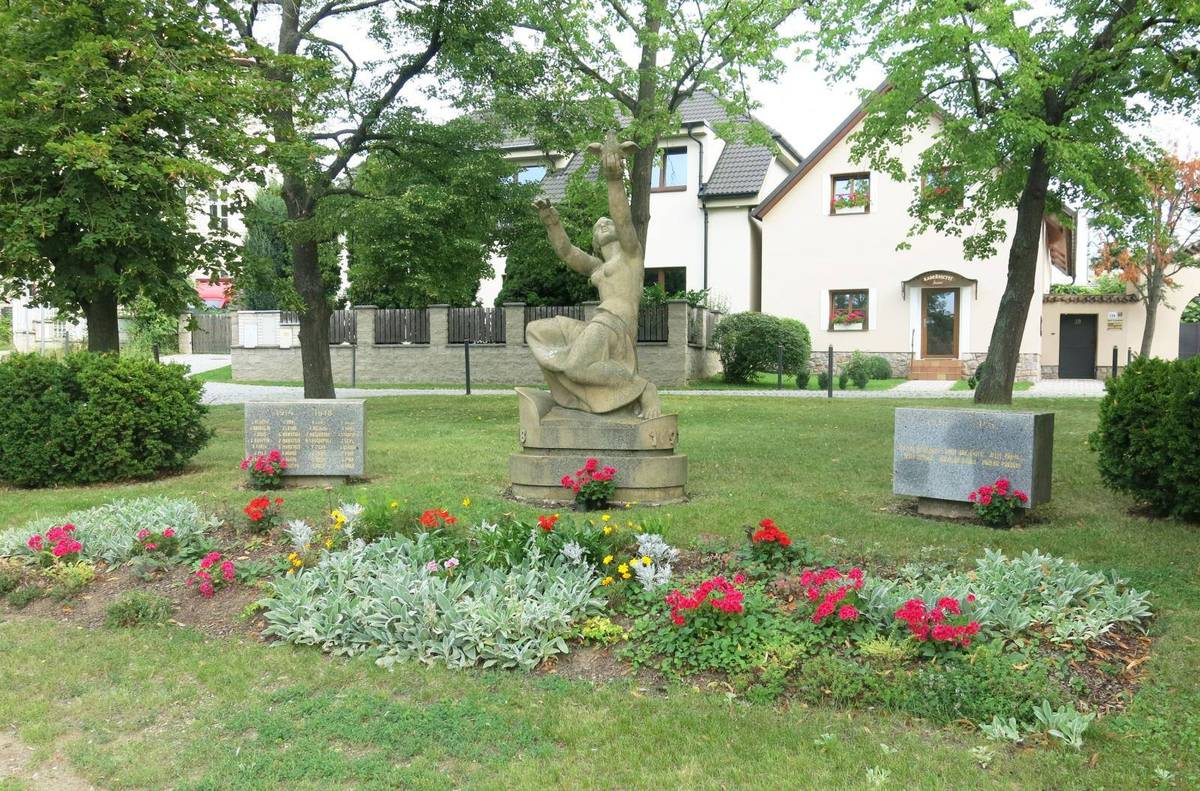
Pomník padlým
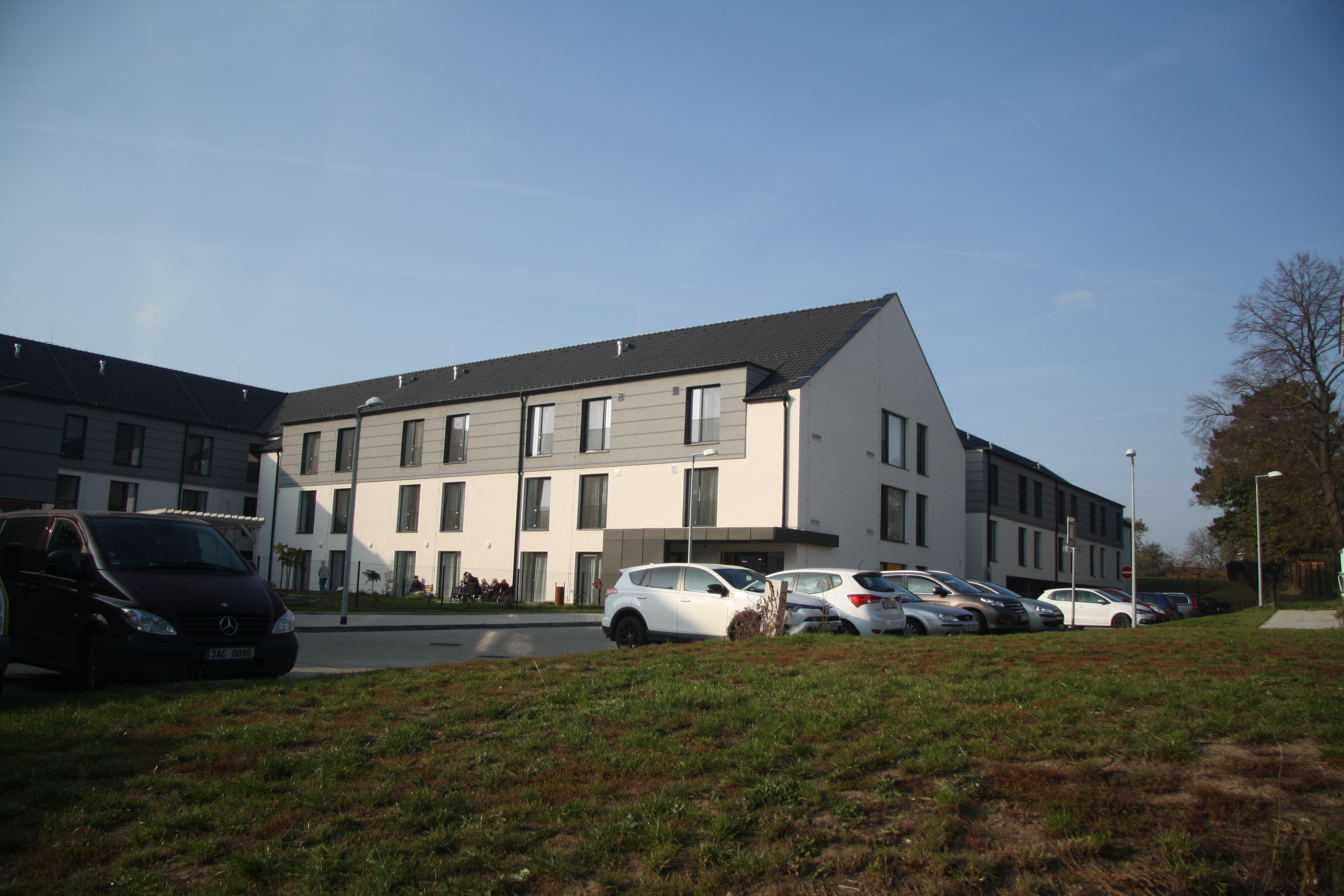
Dům pro seniory SeneCura
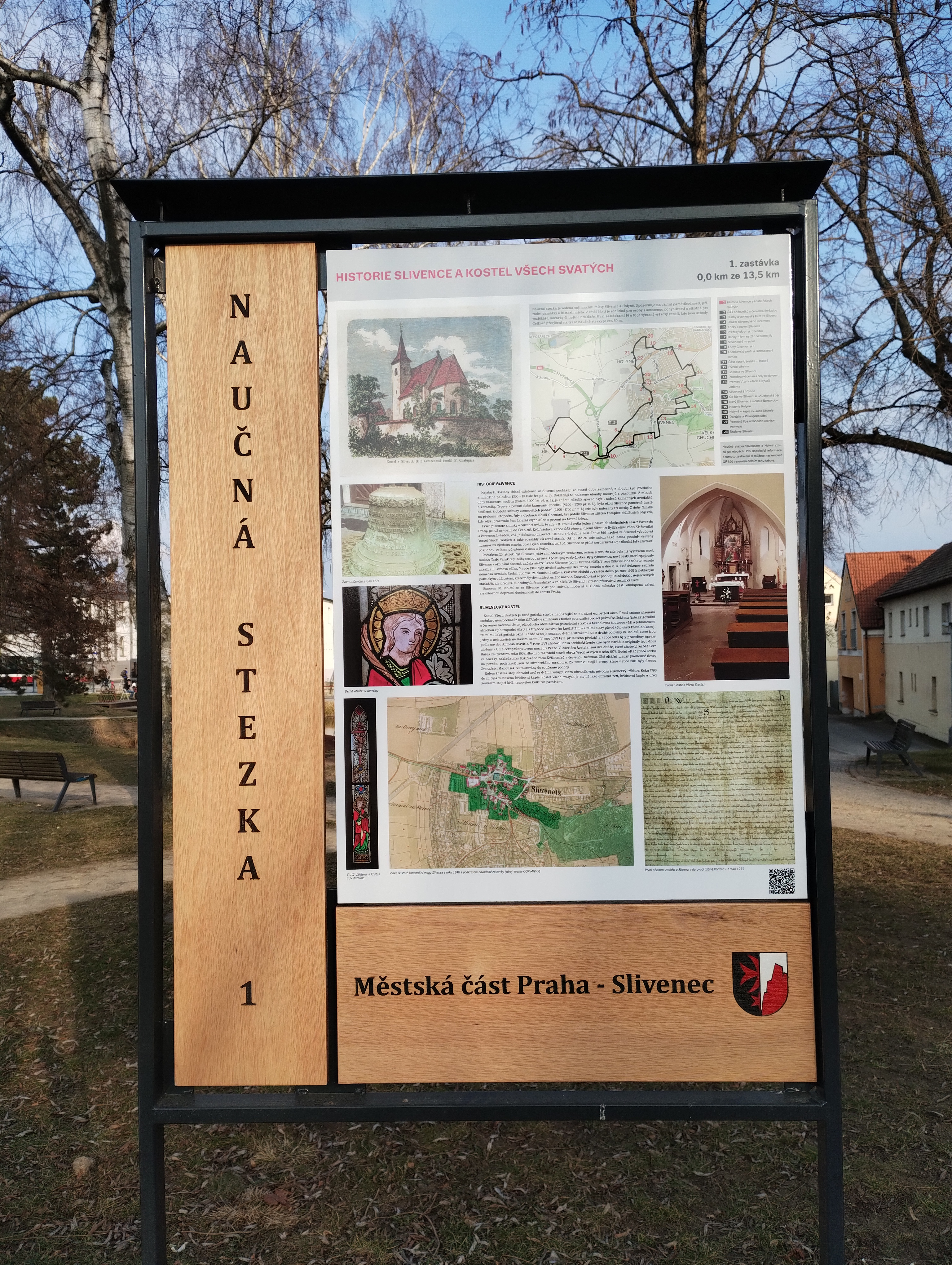
Naučná stezka, informační panel č. 1 u kostela
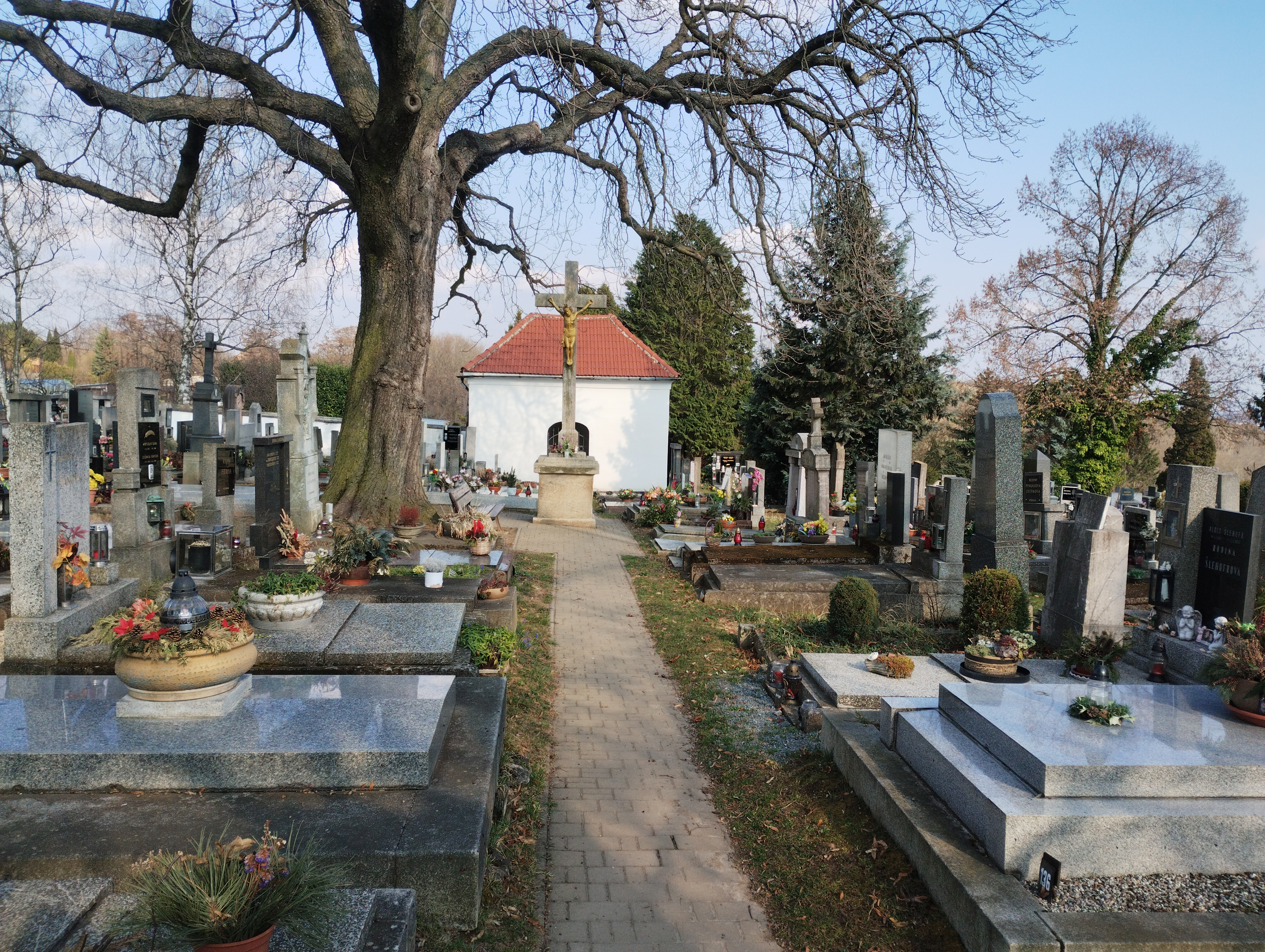
Slivenecký hřbitov
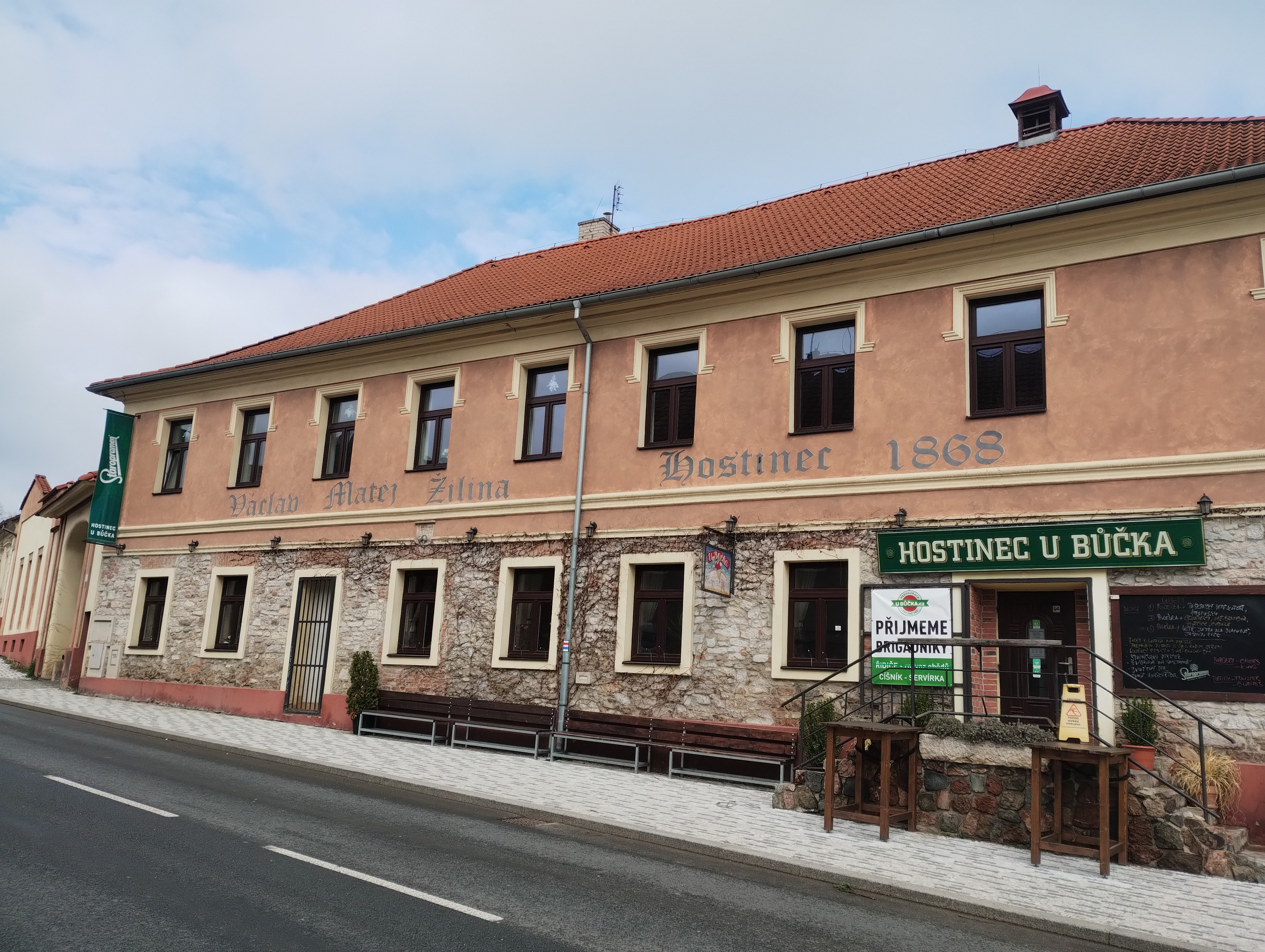
Hostinec s nápisem "Václav Matěj Žilina" provozovaný od roku 1868, ulice K Lochkovu
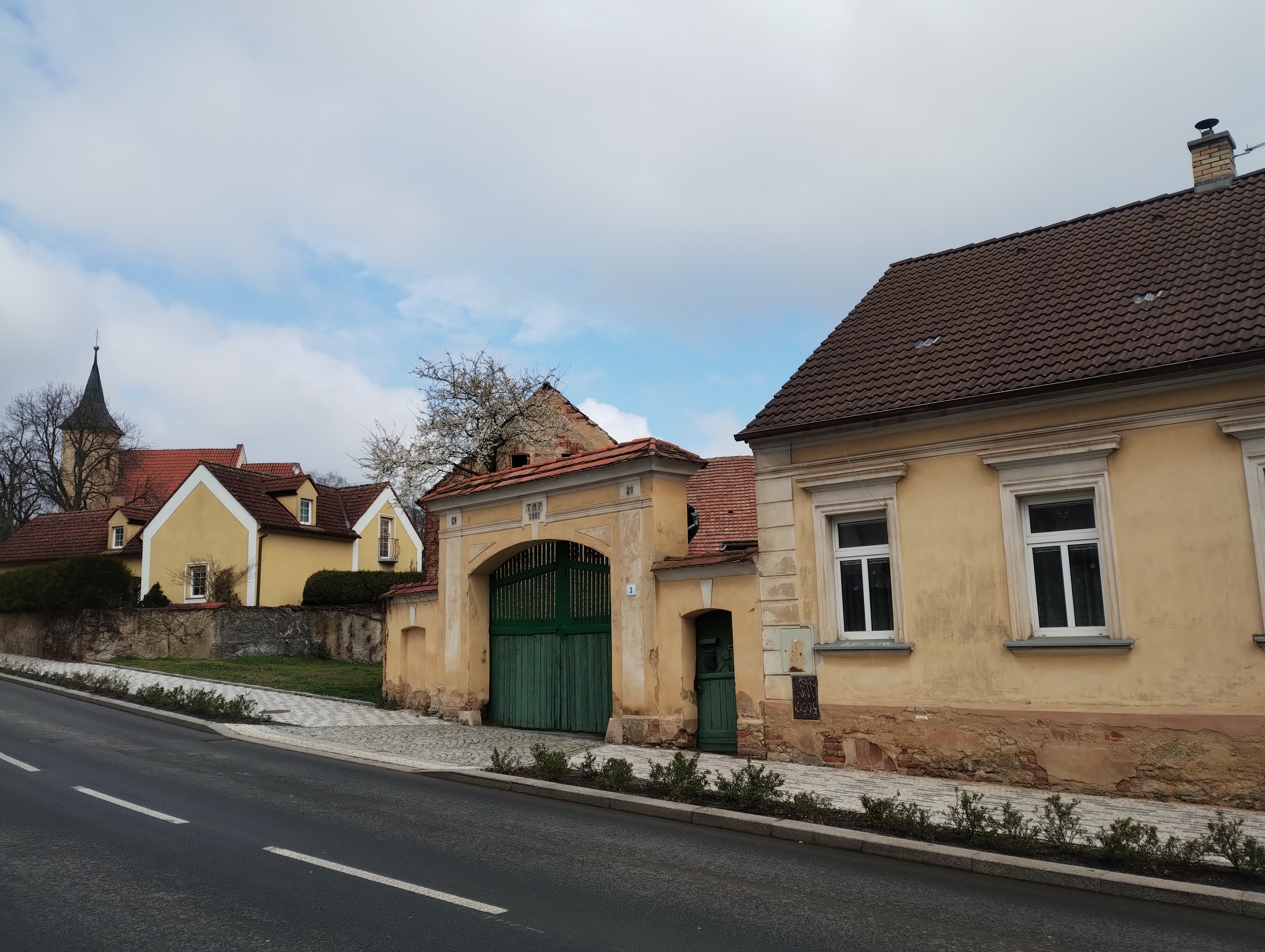
Dvůr čp. 3, ulice K Lochkovu
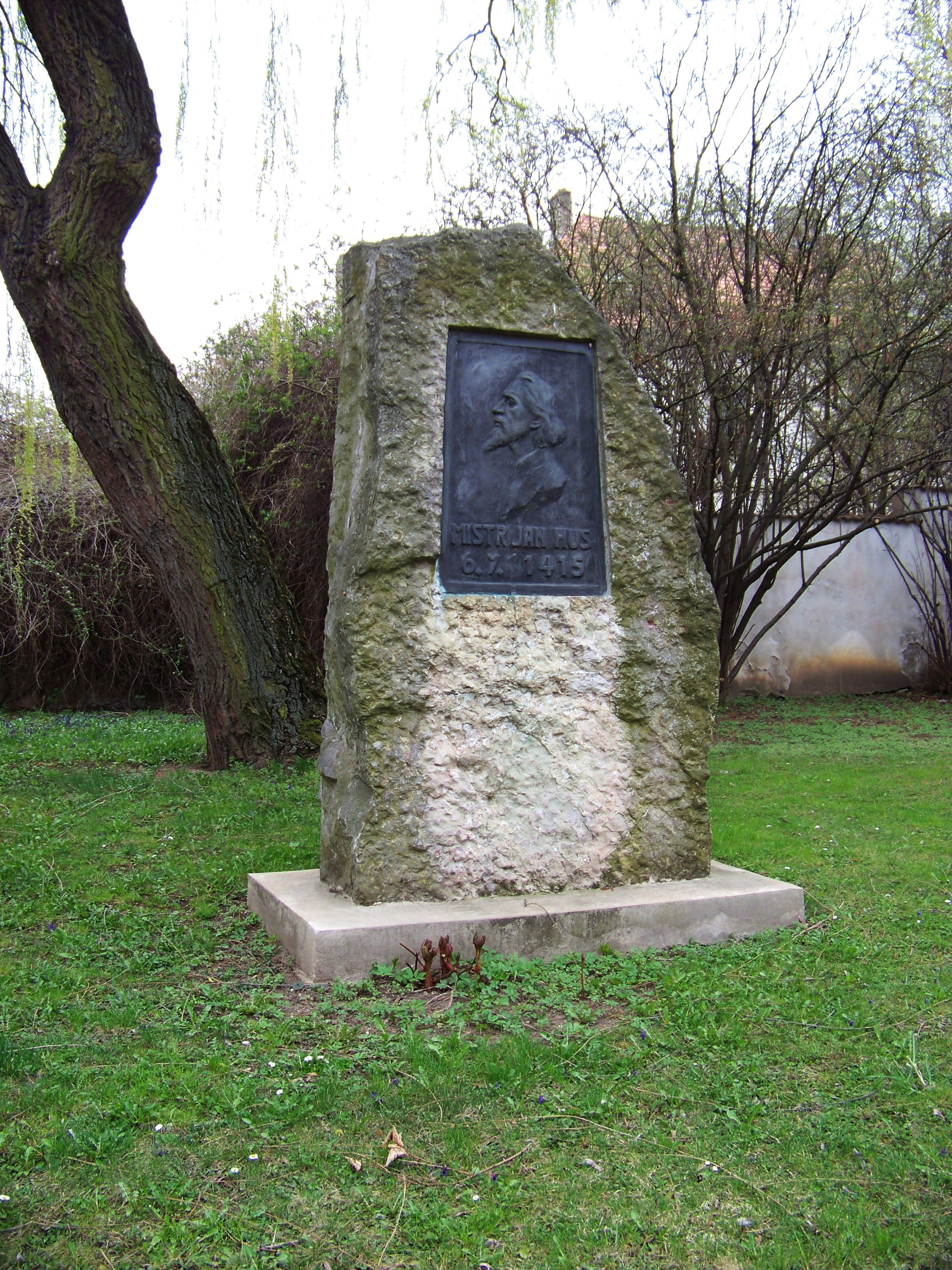
Pomník Mistra Jana Husa, ul. K Lochkovu

## Sousední čtvrti
- Holyně
- Lochkov
- Barrandov
- Velká Chuchle